# Alphonse Lacroix
Alphonse Albert Lacroix (21 de outubro de 1897 - 12 de abril de 1973) foi um jogador profissional de hóquei no gelo norte-americano que atuava na posição de goleiro. Ele é mais conhecido como membro da equipe de hóquei no gelo estadunidense que conquistou a medalha de prata nos Jogos Olímpicos de Inverno de 1924, e como o goleiro de emergência que substituiu Georges Vézina quando ele entrou em colapso em um jogo em 1925.